# Mahmud Pascià Angelović
Mahmud Pascià Angelović (in albanese Mahmud Pashë Engjëlli, in serbo Махмуд-паша Анђеловић?, Mahmud-paša Anđelović, in turco Veli Mahmud Paşa; Novo Brdo, 1420 – Istanbul, 17 agosto 1474) è stato un militare, politico e poeta ottomano che ricoprì la carica di Gran Visir dal 1456 al 1466 e nuovamente dal 1472 al 1474. Scrisse anche poesie in persiano e in turco utilizzando lo pseudonimo di Adni ("amante del paradiso")..
Nato in Kosovo, era discendente della famiglia bizantina Angelos che aveva lasciato la Tessaglia nel 1394. Da bambino fu dato agli Ottomani secondo il sistema del devşirme e fu cresciuto come Musulmano a Edirne. Dimostrò di essere un soldato capace. Dopo essersi distinto nell'assedio di Belgrado (1456), fu scelto quale Gran Visir, succedendo a Zaganos Mehmed Pascià, di cui aveva sposato una figlia. Durante il suo mandato, guidò gli eserciti ed accompagnò il sultando durante le campagne belliche

## Biografia

### Origini e primi anni
Dopo la conquista ottomana della Tessaglia nel 1394, la famiglia regnante Angeloi Filantropeni andò in esilio. I nipoti di Alessio o Manuele erano Mahmud Pascià e il fratello Mihailo Anđelović che divenne in seguito un eminente statista. Mahmud Pascià poteva vantare origini in parte albanesi ed era imparentato con i nobili albanesi Alessio e Peter Spani tramite Alessio III Angelo, che forse era il loro antenato. Sebbene le fonti bizantine contemporanee e Ibn Kemal lo identifichino come di origini serbe, altre fonti tardo ottomane gli danno un'origine croata o albanese.
Si stima che Angelovic sia nato all'inizio del 1420. La maggior parte degli storici concorda sul luogo di nascita, Novo Brdo nel Despotato di Serbia, e che il padre Mihailos fosse figlio di Alessio Angelos Filantropeno o di suo figlio / nipote / fratello Manuel, governanti della Tessaglia. Altri studiosi, come Stavrides, ritengono invece più probabile che Manuel fosse il nonno di Mihail. L'unica informazione su suo padre è che visse in Serbia negli anni Venti del XIV secolo. L'ascendenza di sua madre è oggetto di dibattito. Laonico Calcondila (1430-1470) l'identificava in una donna serba, mentre per Michele Critoboulos (1410-1470) era di origine greca. Secondo Tahsin Yazici dell'Encyclopædia Iranica, Angelović era "nato da una famiglia greca o serba".
Calcondila riporta che Angelović fu catturato da dei cavalieri ottomani mentre viaggiava con la madre da Novo Brdo a Smederevo, la capitale serba, e questi lo portarono alla corte ottomana. Si presume che ciò sia avvenuto nel 1427, quando gli Ottomani attaccarono la Serbia. Inoltre, il dibattito se sia stato catturato secondo la pratica del devşirme, che permetteva di rapire i figli di certe famiglie nobili per istruirli a incarichi di alto rango, oppure come prigioniero di guerra. Taşköprüzade († 1560) e Aşık Çelebi (1520–1572) segnalano che insieme ad Angelović furono catturati anche Molla Iyas e Mevlana Abdülkerim, che diverrà in seguito kazasker e Sheikh ul-Islam. Dopo la conversione all'Islam, ricevette il nome Mahmud.
Poco si sa della sua vita prima del 1453. Secondo Stavrides, Angelović e i suoi compagni furono istruiti nel palazzo, probabilmente come icoglani e Mahmud prese servizio nell'Enderûn passando poi a quello del principe Maometto, il futuro sultano Maometto II. Le fonti, però, non concordano sui ruoli che ricopriva a palazzo.

### Età adulta

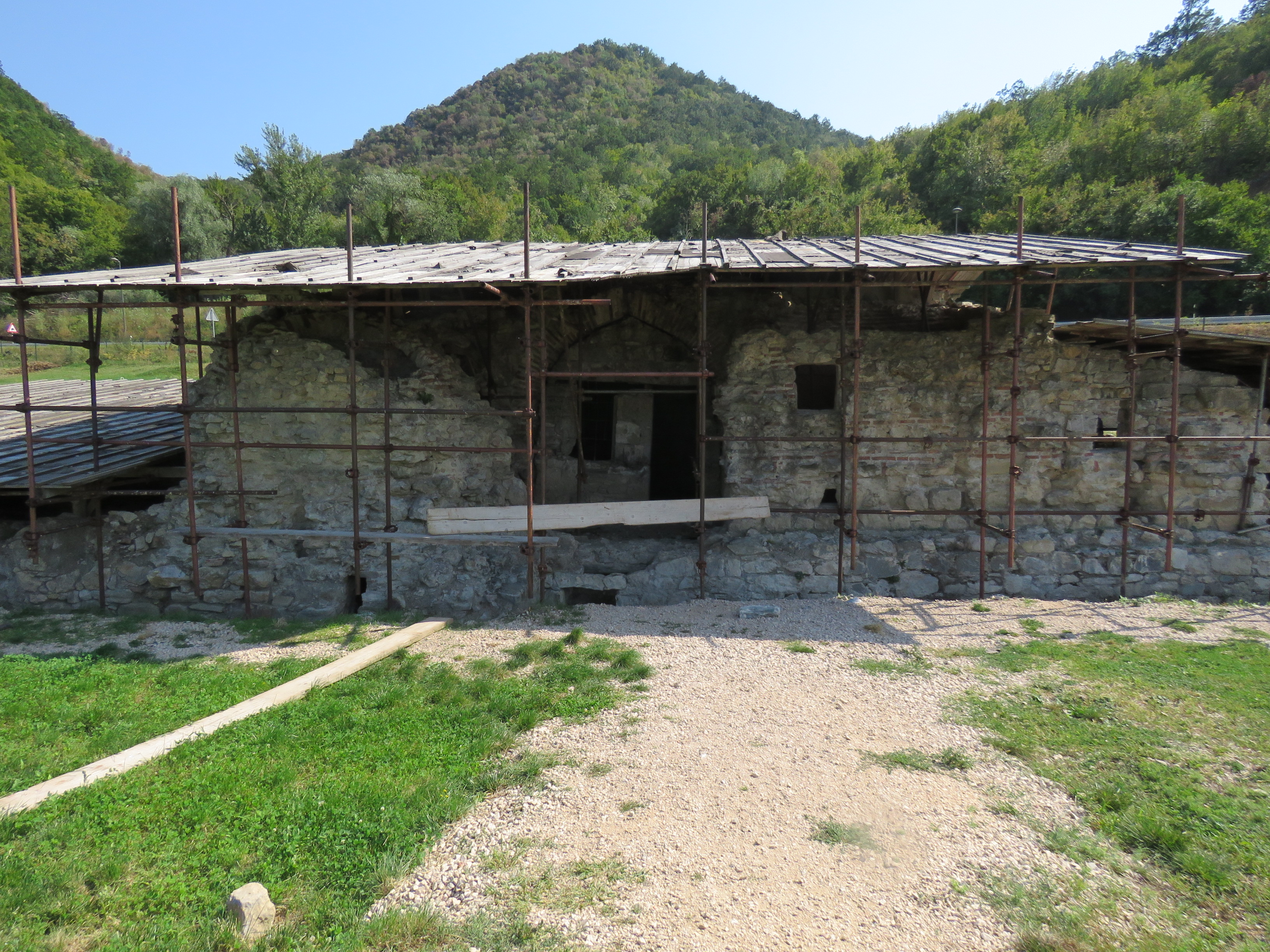
Resti dell'hammam di Mahmud Pascià nella città bassa della fortezza di Golubac.

Mahmud Pascià fu un soldato capace. Dopo essersi distinto all'assedio di Belgrado (1456), fu elevato alla carica di Gran Visir come ricompensa, succedendo a Zaganos Pascià. Durante il suo mandato guidò eserciti o accompagnò Mehmed II nelle sue campagne.
Nel 1458 morì il despota serbo Lazar Branković. Il fratello di Mahmud Mihailo divenne un membro di una reggenza collettiva, ma fu presto deposto dalla fazione anti-ottomana e filo-ungherese alla corte serba. In reazione, Mahmud attaccò e conquistò la Fortezza di Smederevo, sebbene la cittadella resistesse, e conquistò alcune roccaforti aggiuntive nelle sue vicinanze. Minacciato da un possibile intervento ungherese, tuttavia, fu costretto a ritirarsi a sud e unirsi alle forze del sultano Mehmed II a Skopje. Nel 1461 accompagnò Mehmed nella sua campagna contro l'Impero di Trebisonda, l'ultimo frammento superstite dell'Impero bizantino. Mahmud negoziò la resa della città di Trebisonda con il protovestiarios, lo studioso Giorgio Amiroutzes, che era anche suo cugino.
Nel 1463, Mahmud guidò l'invasione e la conquista del Regno di Bosnia, anche se un trattato di pace tra la Bosnia e gli Ottomani era stato appena rinnovato. Catturò il re bosniaco, Stefano Tomašević, a Ključ, e ottenne da lui la cessione del paese all'Impero.
Angelović accompagnò Mehmed II quando attaccò l'Albania Veneta nell'estate del 1467 e ne devastò le terre. Per 15 giorni inseguì Skanderbeg, che all'epoca era un alleato veneziano, ma non lo trovò, poiché Skanderbeg si ritirò sulle montagne e successivamente riuscì a fuggire sulla costa. Secondo Tursun Beg e Ibn Kemal, Angelović nuotò nel Bojana, attaccò Scutari controllata dai veneziani e saccheggiò l'area circostante.
Mahmud fu licenziato nel 1468 a causa delle macchinazioni del suo successore, Rum Mehmed Pascià, apparentemente a causa di irregolarità riguardanti il reinsediamento dei Karamanidi a Costantinopoli dopo la conquista di Karaman all'inizio di quell'anno. Fu reintegrato nel 1472, ma i suoi rapporti con il Sultano erano ormai tesi. Mahmud fu licenziato e giustiziato nel 1474. La causa era il sospetto che fosse coinvolto nella morte improvvisa di Şehzade Mustafa, il figlio prediletto del sultano Mehmed II. Si diceva che Şehzade Mustafa avesse una relazione con la moglie di Mahmud, Selçuk Hatun (figlia del suo predecessore Zaganos Pascià e sorella di Hatice Hatun, la più giovane delle consorti di Mehmed II) e che Mahmud lo avesse avvelenato per questo. Mahmud lo negò ma, anche senza prove, Mehmed II decise comunque di giustiziarlo.

### Vita privata
Sposò Selçuk Hatun, figlia di Zaganos Pascià dalla sua prima moglie, Sitti Nefise Hatun, ed ebbe da lei un figlio di nome Ali Bey e una figlia di nome Hatice Hatun.

## Produzione letteraria
Mahmud Pascià ha scritto opere in persiano e turco con "Adni" come suo pseudonimo. Il diwan da lui composto comprende 45 Ghazal e 21 mofrad in persiano, oltre a "alcuni nazire piuttosto riusciti sui ghazal di Zahir Faryabi e Hafez". Tahsin Yazici / Encyclopædia Iranica aggiunge che Mahmud Pascià "scrisse anche un certo numero di lettere ufficiali in persiano".